# Abraham Aakre
Abraham Aakre (ur. 11 października 1874 roku w Drangedal, zm. 6 października 1948) – norweski polityk, poseł Stortingu w latach 1934–1936.

## Historia
Aakre urodził się w rolniczej rodzinie w Drangedal w Norwegii. Jego rodzicami byli Gunder Gundersen Aakre i Karen Jensine Aakre. W 1934 roku, reprezentując Partie Pracy został wybrany do Stortingu, którego był członkiem do 1936 roku. W latach 1919–1920 oraz od 1925 do 1931 pełnił funkcję burmistrza Halden.